# Red metabólica

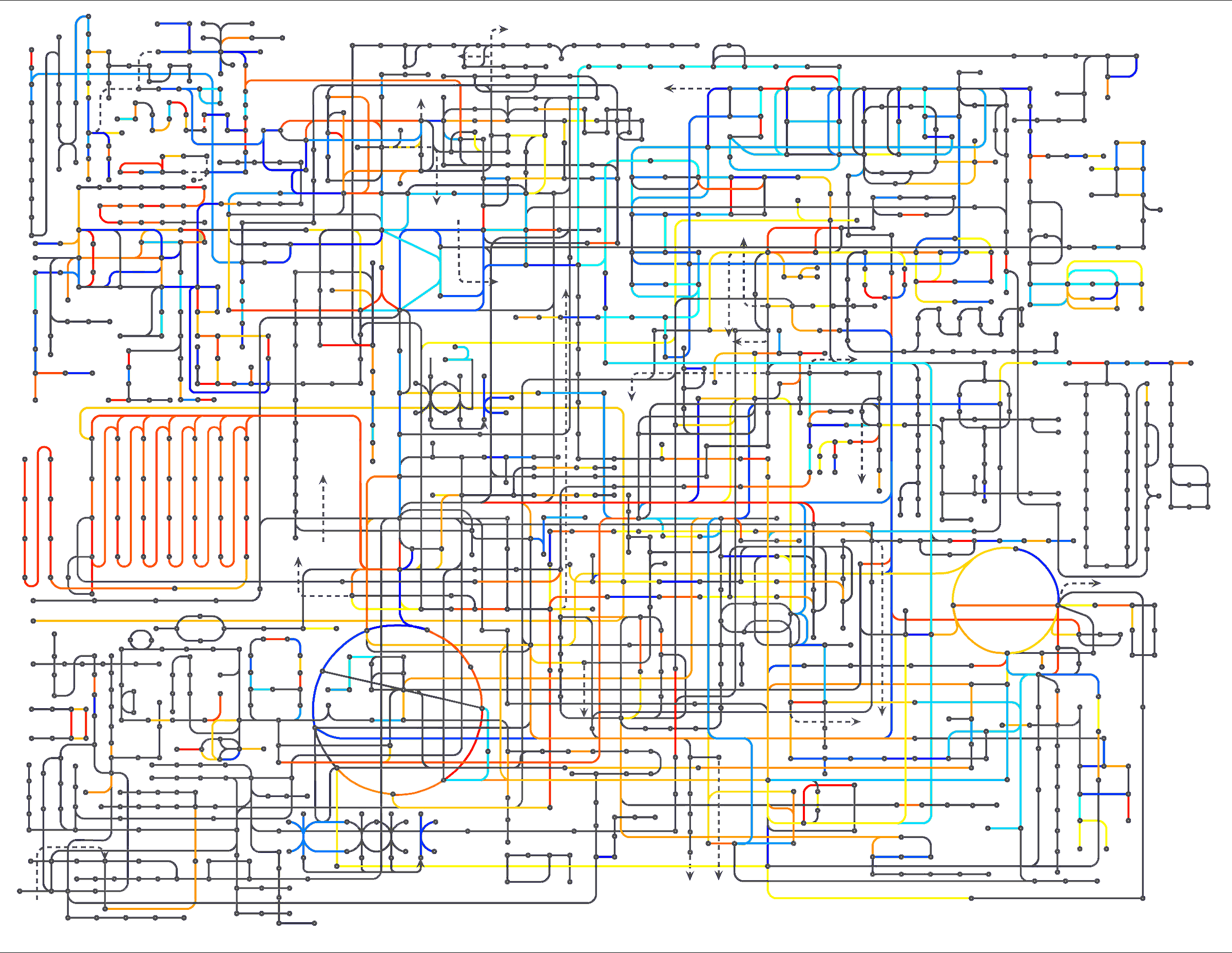
Representación artística simplificada del metabolismo humano en forma de red metabólica. Al centro a la izquierda se observa la beta oxidación de ácidos grasos, un poco por debajo el ciclo de Krebs y hacia la derecha el ciclo de la urea.

Se denomina red metabólica al complejo de procesos físicos y metabólicos que determinan las propiedades fisiológicas y bioquímicas de una célula.
Como tales, estas redes comprenden las reacciones químicas del metabolismo (rutas metabólicas), como así también las interacciones regulatorias que dirigen estas reacciones.

## Redes metabólicas comunales
En algunos textos se habla de redes metabólicas en referencia a las interacciones comunales de varios organismos, en especial en relación con comunidades de microorganismos donde, por ejemplo, la degradación de un compuesto químico es llevada a cabo por diversos organismos; y donde cada organismo provee una parte de la maquinaria bioquímica necesaria, pero donde todos se benefician de la tarea cooperativa.

## Bases de datos metabólicas
Con la reconstrucción de genomas completos, ahora resulta posible la reconstrucción de la red de reacciones bioquímicas de muchos organismos, desde bacterias, hasta humanos. Varias de estas redes esán disponibles en línea:
Kyoto Encyclopedia of Genes and Genomes (KEGG)
EcoCyc
BioCyc
metaTIGER
El estudio y conocimiento de las redes metabólicas es una herramienta poderosa para el estudio y modelado de metabolismos.